# Mario Kart Tour
Mario Kart Tour (マリオカート ツアー, Mario Kāto Tsuā) és un videojoc de curses per a dispositius intel·ligents iOS i Android. Anunciat el gener de 2018 i anunciat per a sortir el març de 2019, va ser finalment llançat el 25 de setembre de 2019 a l'Apple App Store i a Google Play després que es disponibilitzés al públic usuari d'Android una beta tancada de temps limitat.
Desenvolupat per Nintendo (divisions EPD i SPD), DeNA i Bandai Namco Studios en el marc d'una estratègia per ampliar l'abast de les seves franquícies més enllà de l'entorn de les seves pròpies consoles (de la qual en va ser fruit Miitomo, Super Mario Run, Fire Emblem Heroes o la pel·lícula de Super Mario per al 2022), es tracta de la catorzena entrega de la sèrie Mario Kart. El joc presenta "tours" periòdics que es disponibilitzen cada dues setmanes que inclouen diferents copes, cadascuna amb tres circuits i un desafiament de bonificació. Es poden jugar circuits provinents d'altres entregues de la sèrie o de nous inspirats en ciutats del món real. També retornen elements de jugabilitat presents en entregues com Mario Kart 7, com el fet de volar o conduir sota l'aigua, i n'afegeix de nous com els circuits invertits o la possibilitat de guardar quantitats d'un ítem per cursa.
De forma similar a Dr. Mario World, el joc permet microtransaccions per obtenir ítems i un passi daurat de pagament que permet utilitzar nous ítems o el mode de velocitat 200cc. Aquest fou un dels aspectes més criticats del joc juntament amb la dependència constant a internet per poder jugar o algunes limitacions a l'hora d'escollir personatges controlables. No obstant això, un dia després del llançament del joc, es van registrar deu milions de descàrregues mundials, i durant la primera setmana, 90 milions. En total i a nivell mundial, es va descarregar 123,9 milions de vegades i els usuaris es van gastar 37,4 milions de dòlars durant el primer mes de llançament. El joc té una puntuació de 59 sobre 100 al portal Metacritic.